# Cases Barates de la Sagrada Família
Les Cases Barates de la Sagrada Família són un conjunt d'edificacions del municipi de Manresa (Bages) protegides com a bé cultural d'interès local.

## Descripció
Es tracta d'un grup de cases unifamiliars construïdes per la Caixa d'Estalvis de Manresa entre 1926 i 1932, obra de Josep Firmat i Serramalera.
Set d'elles són d'una planta i dues són de dues plantes, situades als extrems. Tenen un petit jardí al davant i pati al darrere.